# Zwijnaarde
Zwijnaarde es un deelgemeente y pueblo del municipio de Gante, Bélgica. Conocido por su feria y su cerveza Zwijntjes. Un grupo de empresas de biotecnología se localizan en el Parque científico de Zwijnaarde, entre estas empresas se encuentran Innogenetics, y DevGen.
Organizaciones juveniles de Zwijnaarde:
- Jeugdhuis Chaos site
- Chiro Ambo
- KLJ Zwijnaarde

## Historia
La denominación más antigua: Suinarda, data de 1088 y sería derivada del término "Zwin" (arroyo o suelo pantanoso) y "aarde" (terreno), es decir un terreno sujeto a inundaciones, probablemente debido a su localización junto al río Escalda.
Por Zwijnaarde pasaba una carretera Romana uniendo Gante via Oudenaarde con la ciudad francesa de Bavay.
Zwijnaarde fue entre 1344 y 1696 una posesión de la antigua Abadía de San Pedro en Gante. Los abades empleaban el título de "Señores de Zwijnaarde", construyendo allí una residencia de descanso: el primer "Castillo de Zwijnaarde". Este castillo fue utilizado desde 1420 como residencia ocasional por los Condes de Flandes. Fue también ocupado por Isabel de Austria, hermana del Emperador Carlos V (Carlos I de España) y esposa de Cristián II, soberano de Dinamarca. Isabel falleció allí el 15 de enero de 1526.
El castillo fue destruido por los iconoclastas en 1578 y reconstruido en el siglo XVII por Joachim Arseen Schayck, abad de San Pedro. En 1797 fue puesto a venta públicamente durante la ocupación Francesa.
Desde el siglo XIX el castillo es propiedad de la familia della Faille d'Huysse. Un descendiente de esta familia noble, el baron Etienne della Faille d'Huysse (1892-1975) fue burgemestre de Zwijnaarde por 53 años, desde 1921 hasta 1975. 
El castillo reconstruido en 1836 en estilo neo-classicista fue destruido en 1918. Luego de la Primera Guerra Mundial fue reconstruido en 1922 en estilo neo-rococó.
la iglesia parroquial de Zwijnaarde (San Nicolás) data de 1775. La torre fue destruida en noviembre de 1918 y restaurada en 1920. La casa parroquial es de 1790. El Quiosco situado en la plaza, en torno al cual se celebran las ferias, data de 1903. De los varios molinos de viento que existían en la zona sólo se conserva en la avenida Tramstraat uno construido en piedra (ca.1700), originalmente usado para extracción de aceite y más tarde para molienda de granos. En 1945 fue declarado monumento protegido y restaurado en 1971-72.
Desde la fusión de antiguas comunas realizada en 1977, Zwijnaarde es una de las 14 comunas que forman Gante.

## Personajes ilustres
- Karel van de Woestijne (1878-1929), escritor

- Datos: Q2176982
- Multimedia: Zwijnaarde / Q2176982

1. ↑  Worldpostalcodes.org, código postal n.º 9052.